# Sanchezia sericea
Sanchezia sericea är en akantusväxtart som beskrevs av Emery Clarence Leonard. Sanchezia sericea ingår i släktet Sanchezia och familjen akantusväxter. Inga underarter finns listade i Catalogue of Life.